# Distrito de Quinches

La provincia de Yauyos en el Departamento de Lima, Perú.

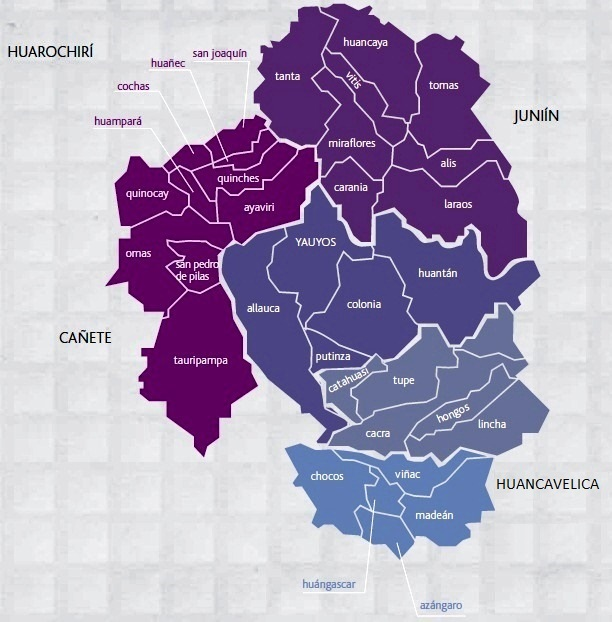
La provincia de Yauyos y sus 33 distritos.

El Distrito de Quinches es uno de los  treinta y tres distritos que conforman la provincia de Yauyos, perteneciente al Departamento de Lima, en el Perú  y bajo la administración del Gobierno Regional de Lima-Provincias. 
Desde el punto de vista jerárquico de la Iglesia católica, forma parte de la Prelatura de Yauyos.

## Historia
El distrito de Quinches fue creado mediante Ley n.º 781 de 23 de octubre de 1908 en el gobierno del Presidente Augusto B. Leguía.
ANTECEDENTES: Por ley de 2 de enero de 1857 se crea en Quinches una Municipalidad no por ser distrito sino por ser población con más de mil habitantes conforme mandaba el artículo primero de la ley Orgánica de Municipalidades de 29 de diciembre de 1856; en el Censo Nacional de 1876 Quinches fue censado como anexo del distrito de Huáñec con 1 387 habitantes; en la Transacción Huáñec-Quinches sobre los pastales de Maltacancha, Yañacuñe y Huacachapa de 31 de diciembre de 1888 firma por Quinches  don José A. Saravia Fernández, como Teniente alcalde, no tenía alcalde porque todavía no era distrito; en el Padrón de Electores de la República de 25 de octubre de 1893 Quinches todavía no figura como distrito de la provincia de Yauyos.

## Geografía
Tiene una superficie de 113,33 km². Su capital es el poblado de Quinches.

## Centros poblados
- Huacta a 3249 m s. n. m. con 66 viviendas
- San Juan de Malleuran a 3351 m s. n. m. con 75 viviendas

## Atractivos Turísticos
- CENTRO POBLADO SAN ISIDRO DE HUACTA
  - RUINAS DE YARUNGA
  - RUINAS DE SOTOJ
  - RUINAS DE LASHAHUAY
  - RUINAS DE ALTO PERU
  - PINTURA RUPESTRE DE LAGUNA HUASCACOCHA RINCON
  - PARAJE DE MALTACANCHA
  - PARAJE DE CULUSHUANCA
  - MOLINO VIEJO DE MALAJTO
  - PUMALLA
  - LAS CATARATAS DE AMANCAES
  - LA CENTRAL HIDRO ELECTRICA DE AMANCAES
  - EL MIRADOR DE CUCURUCHO
  - LOS CORRALES DE POYUNGO
  - ESTANCIA DE TAPA CANCHA
  - ACANTILADO DE PEÑA BLANCA
  - PUQUIAL
  - LAGUNA DE HUACTA PUQUIO
  - HUERTOS FRUTALES Y JARDINES DE SHUQUI, MALQUIMACHY, TRES PIEDRAS
  - PUQUIALES DE CSISO
  - POTREROS Y GANADERIAS DE PUMAJAY
  - RUINAS DE YACANHUANA
  - VALLE DE SACRAMENTO.

## Autoridades

### Municipales
- 2019 - 2022
  - Alcalde: Eloy Stanley Suárez Santos, Partido Fuerza Popular
- 2015 - 2018[2]
  - Alcalde: Julia Dina Basurto Michuy, Movimiento Patria Joven (PJ).
  - Regidores:  Zacarías Pascual Rodríguez Brun (PJ), Florián Porfirio Romero Martínez (PJ), Martina Aldegunda Suyo Carranza (PJ), Lucía Carlita Vásquez Chumpe (PJ), Ceferino Adrián Mendoza Baltazar (CDR).
- 2011 - 2014[3]
  - Alcalde: Zacarías Raymundo Romero Quiroz, del Partido Fuerza 2011 (K).
  - Regidores: Cayo Abel Michuy Rodríguez (K), Maxdugler Arcadio Fernández Romero (K), Nicolasa Lepida Suárez Romero (K), Lidia Vidalina Suárez Ramos (K), Hernán Silbino Carranza Baltazar (Acción Popular).
- 2007 - 2010
  - Alcalde: Rafael Arcángel Ramos Martínez.
- 2003 - 2006[4]
  - Alcalde: Marcelino Honorato Ramos Suyo, Partido Democrático Somos Perú.
- 1999 - 2002
  - Alcalde: Edilio Marcelino Mendoza Suyo, Movimiento independiente Nuevo Quinches.
- 1996 - 1998
  - Alcalde: Eleazar Suyo Mendoza, Lista independiente N.º 5 Yauyos 95.
- 1993 - 1995
  - Alcalde: .
- 1990 - 1992
  - Alcalde:  .
- 1987 - 1989
  - Alcalde: Oscar Martínez Quiroz, Partido Aprista Peruano.
- 1984 - 1986
  - Alcalde: Félix Laynes Suárez, Partido Acción Popular.
- 1982 - 1983
  - Alcalde: Teódulo Isaac Romero Baltazar,  Partido Acción Popular.

### Policiales
- Comisaría de Quinches
  - Comisario: Mayor PNP  .[5]

### Religiosas
- Prelatura de Yauyos[6]
  - Obispo Prelado: Mons. Ricardo García García.[7]
- Parroquia Santiago Apóstol - Quinches[8]
  - Párroco: Pbro. Armando Caycho Caycho
  - Vicario parroquial: Pbro. Dimas Mendoza Saavedra.

## Educación

### Instituciones educativas
- I.E "Apóstol Santiago" - Secundaria